# Pririt du Sénégal
Batis senegalensis
Espèce
Statut de conservation UICN

 LC  : Préoccupation mineure
Le Pririt du Sénégal (Batis senegalensis) est une espèce de passereaux de la famille des Platysteiridae.

## Répartition
Cet oiseau se rencontre en Afrique de l'Ouest (Burkina Faso, Bénin, Cameroun, Côte d'Ivoire, Gambie, Ghana, Guinée-Bissau, Guinée, Liberia, Mali, Mauritanie, Niger, Nigeria, Sierra Leone, Sénégal, Tchad et Togo).

## Liste des sous-espèces
Selon la classification de référence du Congrès ornithologique international (version 14.1. 2024) c'est une espèce monotypique.
Selon GBIF (1 septembre 2024) :
- Batis senegalensis senegalensis (Linnaeus, 1766)
- Batis senegalensis togoensis Neumann, 1907

## Systématique
Le nom valide complet (avec auteur) de ce taxon est Batis senegalensis (Linnaeus, 1766).
L'espèce a été initialement décrite en 1760 par Mathurin Jacques Brisson dans son 'Ornithologie à partir d'un spécimen collecté au Sénégal, qu'il nomma Gobe-mouche à poitrine rousse du Sénégal (Muscicapa Senegalensis pectore rufo).
Ce taxon porte en français les noms vernaculaires ou normalisés suivants : Pririt du Sénégal, Gobemouche soyeux du Sénégal,.